# Tania Palumbo
Tania Palumbo est une scénariste de séries télévisées,,,.

## Œuvres
Tania Palumbo est connue pour avoir été, avec Thomas Romain, à l'origine de la création de la série télévisée française Code Lyoko, et de Code Lyoko Evolution,.
Toujours avec Thomas Romain, elle réalise Garage Kids pour son projet de fin d'étude des Gobelins, un court métrage qui sera présenté en 2000 au festival international du film d'animation d'Annecy. La société Antefilms repère le potentiel du scénario et du dessin, et est intéressée pour en faire une série. Trois ans plus tard, la série Code Lyoko est née.

## Filmographie

### Animation française
- 2003 : Code Lyoko (Créateur, Character designer)
- 2012 : Code Lyoko Évolution (Créateur)